# Juan Lido
Juan Lido (Joannes Laurentius Lydus), conocido comúnmente como Juan el Lidio, historiador bizantino, nació en Filadelfia de Lidia en el año 490. A temprana edad se estableció para buscar fortuna en la ciudad de Constantinopla, y trabajó en los tribunales y en las oficinas estatales bajo los reinados de  Anastasio y Justiniano. En 552 perdió el favor del emperador, y fue despedido. 
La fecha de su muerte no es conocida, pero probablemente aún vivía en los primeros años de Justino II (el cual reinó entre los años 565-578). 
Durante su retiro, él mismo se ocupó en la recopilación de trabajos sobre la historia de Roma, tres de los cuales se han conservado: 
(i) De Ostentis, sobre el origen y el progreso del arte de la adivinación;
(ii) De Magistratibus Reipublicae Romanae, especialmente valiosos para los detalles administrativos de la época de Justiniano; la obra está datada en 550 por Michael Maas.
(iii) De Mensibus, una historia de los diferentes festivales del año.
El principal valor de estas obras consiste en el hecho de que el autor hizo uso de obras (ahora perdidas) de antiguos escritores romanos sobre temas similares. Lido también fue encargado por Justiniano para componer un panegírico sobre el emperador, y una historia de su exitosa campaña contra Persia, pero estos, así como algunas composiciones poéticas, se han perdido.